# Vasteland-Keltische talen
Van de vasteland-Keltische talen, die alle zijn uitgestorven, is het Gallisch het best bewaard. Het is bekend uit klassieke auteurs, plaats- en persoonsnamen, glossen, leenwoorden en korte inscripties. Uitgestorven in de 5e eeuw.